# Wenchi
Wenchi ist ein Ort in der Bono Region im westafrikanischen Staat Ghana. Sie ist die Hauptstadt des Wenchi Districts.

## Bevölkerung
Bei der letzten Volkszählung des Landes vom 26. März 2000 lebten 28.141 Einwohner in der Stadt. Hochrechnungen zum 1. Januar 2007 schätzen die Bevölkerung auf 32.735 Einwohner. Noch bei der Volkszählung des Jahres 1984 wurden 18.583 Einwohner aufgeführt, im Jahr 1970 lag die Bevölkerungszahl bei 13.836 Einwohnern.
Aktuell liegt die Stadt an der 46. Stelle der Liste der größten Städte in Ghana.

## Söhne und Töchter
- Margaret Amoakohene (* 1960), Kommunikationswissenschaftlerin, Diplomatin und Hochschullehrerin
- Francis Obafemi Adesina (* 1964), römisch-katholischer Geistlicher, Bischof von Ijebu-Ode in Nigeria